# Gornji Brčeli
Gornji Brčeli (cyr. Горњи Брчели) – wieś w Czarnogórze, w gminie Bar. W 2011 roku liczyła 12 mieszkańców.